# Gia – Preis der Schönheit
Gia – Preis der Schönheit ist ein US-amerikanischer Spielfilm aus dem Jahr 1998. Er wurde im Auftrag des Senders HBO produziert.

## Handlung
Angelina Jolie spielt das Supermodel Gia Carangi, das Anfang der 1980er Jahre in New York Berühmtheit erlangte, drogenabhängig wurde und eine lesbische Beziehung mit der Visagistin Linda einging. Carangi starb als eine der ersten öffentlich bekannten Frauen an AIDS.

## Kritiken
Der Film bekam positive Kritiken. Gleichzeitig sorgte die Handlung für große öffentliche Aufmerksamkeit, Angelina Jolie wurde in zahlreichen Interviews über ihre lesbischen Liebesszenen befragt.

## Auszeichnungen
Der Film wurde 1998 für sechs Emmys nominiert (Bester Schnitt, Beste Hauptdarstellerin, Bester Fernsehfilm, Bestes Drehbuch für einen Fernsehfilm, Bestes Casting und Bestes Kostümdesign) und wurde in der Kategorie Bester Schnitt mit dem begehrten Fernsehpreis ausgezeichnet.
Hauptdarstellerin Angelina Jolie erhielt im Jahr darauf den Golden Globe als Beste Hauptdarstellerin in einem Fernsehfilm, Faye Dunaway wurde der Preis als Beste Nebendarstellerin verliehen.

## Trivia
Es gab ca. 200 Bewerbungen um die Hauptrolle, trotzdem bedrängte Drehbuchautor Michael Cristofer Angelina Jolie, die Rolle anzunehmen. Diese weigerte sich zuerst, da sie normalerweise Method Acting praktiziert und sich fürchtete, in der Rolle einer heroinabhängigen Frau aufzugehen. Über ihre Befürchtungen berichtete sie u. a. in einem Interview für die Zeitschrift Girlfriends 12/1997.
Die kindliche Gia spielte die damals noch gänzlich unbekannte Mila Kunis, in einer ihrer ersten Rollen.

## DVD
Die deutsche DVD erschien am 18. Juli 2008 von Warner Bros. Sie ist ungeschnitten und trägt die Altersfreigabe FSK 12.